# Dolophones bituberculata
Dolophones bituberculata är en spindelart som beskrevs av Lamb 1911. Dolophones bituberculata ingår i släktet Dolophones och familjen hjulspindlar.
Artens utbredningsområde är Queensland. Inga underarter finns listade i Catalogue of Life.